# Ravaẕ
Ravaẕ (persiska: رَوَض, روض) är en ort i Iran.   Den ligger i provinsen Västazarbaijan, i den nordvästra delen av landet, 700 km nordväst om huvudstaden Teheran. Ravaẕ ligger 1 855 meter över havet och antalet invånare är 111.
Terrängen runt Ravaẕ är huvudsakligen kuperad, men åt sydost är den platt. Ravaẕ ligger nere i en dal. Runt Ravaẕ är det ganska glesbefolkat, med 39 invånare per kvadratkilometer. Närmaste större samhälle är Seyah Cheshmeh, 13,8 km sydost om Ravaẕ. Trakten runt Ravaẕ består i huvudsak av gräsmarker.